# Francia vallásháborúk
A francia vallásháborúk vagy hugenotta háború 1562 és 1598 között a római katolikusok és az őket támogató királyi hadsereg, illetve a hugenották közötti véres összetűzések sora volt, amelybe Spanyolország, a pápaság, Anglia és több német fejedelemség is beavatkozott, és összefüggött a németalföldi szabadságharccal. Becslések szerint hárommillió ember halt meg e vallásháborúk során, az erőszak, éhínség és a háború okozta betegségek következtében. Ez a háború az európai történelem második legvéresebb vallási háborújának tekinthető, „csak a több mint 8 millió áldozatot követelő, vallási ürüggyel kialakult, de politikai érdekekből folyó harmincéves háború múlta felül.” A háború akkor ért véget, amikor a hugenotta tábort korábban vezető Bourbon Henrik megörökölte a francia trónt és rekatolizált, legyőzte a fanatikus Katolikus Ligát, és a nantes-i ediktumban toleranciát hirdetett.

## Szakaszai
- Első vallásháború (1562-1563)
- Második vallásháború (1567-1568)
- Harmadik vallásháború (1568-1570)
- Negyedik vallásháború (1572-1573)
- Ötödik vallásháború (1574-1576)
- Hatodik vallásháború (1577. máj.-szept.)
- Hetedik vallásháború (1579-1580)
- Nyolcadik vallásháború (1585-1598)

## Története

### A francia protestantizmus kezdetei
Franciaországban I. Ferenc (1515–1547) és II. Henrik (1547–1559) szigorúan fellépett a protestantizmus ellen, az mégis terjedni kezdett, mert a főnemesség egy része a királyi hatalommal szemben a kálvinizmusban keresett ideológiai támogatást. A titokban terjesztett protestáns iratok főleg Dél-Franciaországban, a pápaellenes vallásfelekezet, a valdensek utódai körében fejtettek ki nagy hatást.
1559-ben már olyan nagy számú protestáns élt Franciaországban, hogy Párizsban nemzeti zsinatot tartottak. A kálvini presbiteri egyházalkotmányt tették magukévá és kálvinista szellemben szerkesztették meg a hitvallásukat is (Confessio Gallicana). Ezzel megalakult a francia kálvinista egyház, amelynek tagjait hugenottáknak nevezték. Ebben az időben tért át néhány főnemesi család a hugenottákhoz, ezzel a francia protestantizmus ügye összefonódott a főnemesi viszályokkal.

### A konfliktus vezéralakjai
A hugenotta tábor főnemesi vezetői a hercegi Bourbon-házból kerültek ki: Antal navarrai király (megh. 1562) és neje, III. Johanna navarrai királynő (megh. 1572), valamint Antal fivére, I. Louis de Bourbon-Condé (megh. 1569), a másik vezető család pedig a Coligny grófoké volt (az 1572-ben megölt Coligny admirális mellett két fivére, a bíborosi rangot feladó, 1571-ben száműzetésben meghalt Odet és az 1569-ben elhunyt François d’Andelot). 1572 után a tábor legfőbb vezetője Henrik navarrai király, Antal és Johanna fia, valamint unokatestvére, I. Henri de Bourbon-Condé (megh. 1588) lett.
A katolikus oldalon az anyai ágon szintén Bourbon-felmenőkkel rendelkező lotaringiai Guise-ház hercegei domináltak: eleinte François de Guise (megh. 1563) és fivérei, Charles reimsi érsek (megh. 1573) és II. Claude d’Aumale herceg (megh. 1573), majd az új generációban François fiai: az 1588-ban meggyilkolt Henri guise-i herceg és Louis reimsi érsek, valamint  Charles, Mayenne hercege (megh. 1611) és Claude fia, Charles d'Aumale herceg (megh. 1631). Katolikus oldalon harcolt a Bourbonok egy másik ágához tartozó III. Louis de Montpensier (megh. 1582) herceg is. A szélsőséges katolikus pártot az 1576-ban alapított Katolikus Liga fogta össze.
A Valois-ház királyai mindvégig katolikusok maradtak, és változó intenzitással küzdöttek a hugenották ellen. A háború elején regnáló, ifjú és befolyásolható IX. Károly (ur. 1560–1574) udvarában édesanyja, Medici Katalin (megh. 1589) meghatározó szerepet játszott, aki mellett a király öccse, a Károly után III. Henrik néven trónra lépő dauphin ereje is egyre nőtt. Katalin eleinte mérsékelt, engedményekre törekvő politikát folytatott Michel de L’Hospital kancellár (megh. 1573) és Anne de Montmorency herceg (megh. 1567) támogatásával, de miután törekvései a két párt fanatizmusán megbuktak, a szélsőséges katolikusokhoz csatlakozott.

### A háborúk kezdete
A hugenották már első zsinatukon harcot hirdettek a „bálványimádó” katolikus egyház ellen. Templomokat és kolostorokat támadtak meg és papokat gyilkoltak meg. Ugyan az anyakirályné által dominált, mérsékelt katolikus irányt követő királyi kormányzat 1562-ben megtűrt vallássá nyilvánította a protestantizmust a saint-germaini ediktummal, a háborút nem lehetett elkerülni: még abban az évben a burgundiai Wassyban katolikusok támadtak a hugenottákra és közülük sokat megöltek. Ezzel kitört a 36 évig folyó hugenotta háború, amely mindkét fél részéről véres kegyetlenséggel folyt. Mindkét fél külső támogatókra is talált: a katolikusokat elsősorban Spanyolország és a pápa segítette, míg a hugenották Angliából és egyes német fejedelemségek részéről kaptak segítséget.
Összesen nyolc háborúra került sor. Az elsőt 1563-ban a megbékélésinek nevezett amboise-i ediktum zárta, ami viszonylagos toleranciát biztosított. Medici Katalin ekkor békepolitikát hirdetett, és a királyi hatalom helyreállítása, illetve a vallási feszültségek oldása érdekében kétéves országjáró körutat szervezett az udvar számára (ld. IX. Károly nagy körutazása). Ez azonban nem elégítette ki a hugenották igényeit, és félelmeiket sem csillapította le kellőképpen, így 1567-ben megkísérelték elrabolni a királyt (meaux-i meglepetés), amivel kitört a második háború. Míg az ezt lezáró longjumeau-i béke (1568) inkább csak fegyverszünetnek bizonyult, eleinte úgy tűnt, hogy a harmadik háborút lezáró 1570-es saint-germain-en-laye-i béke véget vet a zűrzavarnak. A megbékélést a hugenotta Navarrai (Bourbon) Henriknek a király húgával, a katolikus Valois Margittal kötött házasságának kellett volna megpecsételnie. Eközben az 1571-től az udvarban élő hugenotta vezér, Coligny admirális, a hugenották vezére igyekezett az anyakirálynét kiszorítani a hatalomból. Katalin és a Guise-ek, akik a hugenották erősödése miatt a politikai befolyásukat féltették, 1572 augusztusában – a nászünnepségek alatt – sikertelen merényletet hajtottak végre Coligny ellen. A hugenották ekkor megfenyegették Medici Katalint, aki elhatározta, hogy a menyegzőre meghívott hugenotta vendégeket is lemészároltatja. A Szent Bertalan éjszakáján tömegmészárlást rendeztek, amelyben Coligny is odaveszett. A mészárlás áldozatainak száma több ezerre tehető. A vallásháború ismét kitört. A Párizsban és a következő hetekben vidéken meggyilkoltak számát megállapítani sem lehetett. A „párizsi vérnász” kegyetlenségeit a katolikusok jogosnak tartották és arra hivatkoztak, hogy a hugenották velük szemben már előbb hasonló kegyetlenséggel jártak el. Az események hírére Rómában hálaadó istentiszteletet tartottak és olyan érmét verettek, amely a hugenottákat legyilkoló angyalt ábrázolja.

### A Katolikus Liga korszaka
III. Henrik (1574–1589) alapvetően folytatta a háborús politikát, de pénz híján nem ért el sikereket, ráadásul a mérsékelt katolikusok is szembeszegültek vele. Ebben a helyzetben 1576-ban kiadta a beaulieu-i ediktumot számos kedvezményt és szabad vallásgyakorlatot biztosított a hugenottáknak, vezéralakjaikat pedig fontos pozíciókba juttatta. Válaszul a szélsőséges katolikusok 1576-ban a Guise-ek vezetésével létrehozták a Szent Ligát, ami rászorította a királyt engedményei visszavonására. A Liga 1579-ben feloszlott.
1584-ben meghalt a gyermektelen Henrik öccse és trónörököse, Ferenc alençoni herceg. A francia királyi örökösödést szabályozó száli törvény értelmében a trón örököse így a király legközelebbi fiági rokona, a hugenotta tábort vezető Bourbon Henrik lett. A katolikus tábor ezt nem tudta elfogadni, így pápai és spanyol támogatással újjáalakult Katolikus Liga e jelölést nem akarta elfogadni és mint eretneket, V. Szixtusz pápa is kiközösítette Henriket. A Liga ezzel nyíltan szembeszegült a királlyal, akit mindinkább hatalmukba kerítettek, 1588-ban pedig fegyverrel kényszerítettek engedményekre. A király 1588-ban meggyilkoltatta Guise hercegét és öccsét, a reimsi érseket, ami nyílt lázadáshoz vezetett: Henriket egy fanatikus katolikus ölte meg 1589-ben. 

### A háborúk vége
IV. Henrik trónra lépett, de a Liga nem ismerte el a királyságát, ehelyett nagybátyját, a fivéreivel ellentétben végig katolikus hiten maradó, de a politikában aktív részt nem vállaló I. Charles de Bourbon roueni érseket nyilvánították királyukká (annak tudta, beleegyezése és jelenléte nélkül). Bourbon Henrik 1593-ban hivatalosan is katolizált, ekkor az ország katolikusainak többsége elismerte királyának, így pedig bevonulhatott Párizsba. A Liga ereje ezzel jelentősen megcsappant, de spanyol támogatással továbbra is kitartott a király elleni küzdelemben; csak 1595-ben hódoltak meg, amikor a pápa visszavonta Henrik kiközösítését. A legfanatikusabb ligások ekkor emigráltak.
A hugenották nem nézték jó szemmel, hogy Henrik katolizált és többször is fellázadtak ellene. A király, hogy a hugenották támogatását is megnyerje, 1598-ban kiadta a nantes-i ediktumot, amely a hugenottáknak az ország egész területén (néhány város kivételével) vallásszabadságot biztosított. Az ediktum ellen a többségi katolikus társadalom és a pápaság is ellenkezett, de a háború nem lángolt fel többé: utolsó áldozatának IV. Henrik tekinthető, akivel egy fanatikus katolikus végzett 1610-ben.

## Későbbiek
A katolikusok és hugenották közti ellentétek az ediktummal nem szűntek meg. A hugenották katonai és politikai ereje veszélyeztette a királyi hatalmat is. XIII. Lajos (1610–1643) idején Richelieu bíboros és főminiszter ezért elfoglalta a hugenották erődítményeit, megszüntette kiváltságaikat, csak a vallásszabadságot biztosítva számukra a nantes-i ediktum helyébe lépő nîmes-i ediktummal (1629).
XIV. Lajos (1643–1715) ismét erőszakot alkalmazott a hugenották ellen. 1685-ben visszavonta a vallásszabadságot biztosító korábbi rendeleteket (fontainebleau-i ediktum) és minden franciát a katolikus hit megvallására kötelezett. Ennek következtében az áttérni nem akaró hugenották elhagyták az országot.